# Ephoria fractisriga
Ephoria fractisriga là một loài bướm đêm trong họ Geometridae.